# Santiago Vernazza
Santiago Vernazza (Buenos Aires, 1928. szeptember 23. – 2017. november 13.) válogatott argentin labdarúgó, csatár.

## Pályafutása

### Klubcsapatban
1947 és 1951 között a CA Platense, 1951 és 1956 között a CA River Plate labdarúgója volt. A River Plate csapatával négy bajnok címet nyert illetve 1951-ben a bajnokság gólkirálya lett. 1956 és 1963 között Olaszországban játszott. Négy idényt a Palermo, egyet az AC Milan és kettőt a Lanerossi Vicenza színeiben szerepelt. Az 1958–59-es idényben a Seria B gólkirálya lett a Palermo játékosaként.

### A válogatottban
1950 és 1955 között hat alkalommal szerepelt az argentin válogatottban és egy gólt szerzett.

## Sikerei, díjai
Argentína
- Copa América
  - győztes: 1955, Chile

 CA River Plate
- Argentin bajnokság
  - bajnok (4): 1952, 1953, 1955, 1956
  - gólkirály: 1951

 Palermo
- Olasz bajnokság – másodosztály (Serie B)
  - gólkirály: 1958–59